# PGM石岡ゴルフクラブ
PGM石岡ゴルフクラブ（ピージーエムいしおかゴルフクラブ）は、 茨城県小美玉市にあるゴルフ場である。

## 概要
「PGM石岡ゴルフクラブ」は、茨城県中南部の県央地域、霞ヶ浦を拠点とした漁業や低地での米や蓮根栽培、県の銘柄産地指定を受けているメロンや花卉類などの農林水産業が盛んな、東部に航空自衛隊百里飛行場と民間の茨城空港が併設されたそうしたロケーションの所にある。
1990年代初期、小美玉市世楽地区に新たなゴルフ場の建設を始め、コース設計はジャック・ニクラウスが行い、18ホール規模のゴルフ場の造成工事が着工され、1994年（平成6年）12月12日、造成工事が完了し、パブリック運営の「石岡ゴルフ倶楽部（いしおかゴルフくらぶ）」として開場した。
コースは、設計したジャック・ニクラウス自ら「日本のゴルフ場の中で最高のコース」と評したという、戦略性と造形美が調和した世界レベルのコースだという。コースの高低差が最大高低差4mと極めてフラットな地形に、池やバンカーが巧みに配され高い戦略性を持っている。また、石岡ゴルフ倶楽部時には、男子プロトーナメントが開催されている、2015年（平成27年）の第1回「HONMA TOURWORLD CUP」と、翌年の2016年（平成28年）の第2回が開催された。
2002年（平成14年）4月、株式会社整理回収機構に会社更生法適用の申立の手続きを行う。2002年（平成14年）5月10日、更生手続き開始決定を受けた。2003年（平成15年）10月、アコーディアゴルフの経営となる。2020年（令和2年）10月30日、「株式会社アコーディアAH02」が所有する石岡ゴルフ倶楽部の事業を、株式譲渡契約により「パシフィックゴルフマネージメント株式会社」グループに譲渡した。2021年（令和3年）4月1日、倶楽部名称の石岡ゴルフ倶楽部を「PGMゴルフ倶楽部」に名称変更した。

## 所在地
〒311-3401 茨城県小美玉市世楽1050-1

## コース情報
- 開場日 - 1994年12月12日
- 設計者 - ジャック・ニクラウス
- コースタイプ - 丘陵コース
- コース - 18ホールズ、パー72、7,071ヤード、コースレート73.4
- フェアウェー - コウライ
- ラフ - ノシバ
- グリーン - 1グリーン、ベント（ペンクロス）
- ラウンドスタイル - 乗用カート（自走式・カートナビあり） キャディ・セルフ選択制
- 練習場 - 18打席330ヤード
- 休場日 - 無し[5][6]

## クラブ情報
- ハウス面積 - 4,195m2（1,268.9坪）
- ハウス設計 - 松田平田設計
- ハウス施工 - 日本国土開発株式会社[5][6]

## ギャラリー
- コース - 「PGM石岡ゴルフクラブ」、コースガイド、2021年11月10日閲覧
- ハウス - 「PGM石岡ゴルフクラブ」、施設情報、2021年11月10日閲覧

## 交通アクセス
- 鉄道 - 常磐線（JR東日本） - 石岡駅より タクシー利用 約20分[7]
- 道路 - 常磐自動車道 - 石岡小美玉スマートICより 10Km 約15分[7]

## 関連文献
- 『ゴルフ場ガイド 東版』、2006-2007、「PGM石岡ゴルフクラブ」、東京 ゴルフダイジェスト社、2006年5月、2021年11月10日閲覧